# Eela Craig
Eela Craig war eine österreichische Rockband, die zu Beginn der 1970er Jahre progressive Rockmusik mit Jazz, Klassik, elektronischer Musik und auf einer LP auch christlichen Texten verband. Der Bandname ist ohne jede weitere Bedeutung.

## Geschichte
Die Gruppe wurde 1970 in Linz gegründet. Im Sommer 1971 wurde die erste Langspielplatte Eela Craig in einer Auflage von 1.500 Stück eingespielt, die unter den Kritikern zu Vergleichen mit etablierteren Bands wie Emerson, Lake & Palmer, King Crimson, Gentle Giant oder Colosseum führte. 1972 spielte die Band mit dem Zürcher Kammerorchester bei einigen gemeinsamen Auftritten, was dazu führte, dass anschließend mehrere Auftritte in renommierten Opernhäusern Italiens, Deutschlands und Österreichs folgten, was für eine Rockgruppe zu dieser Zeit absolut ungewöhnlich war.
1975 wurde ein Vertrag bei Virgin Records unterzeichnet, und im Verlauf der nächsten Jahre entstanden weitere Singles und Alben, woraus besonders das christliche Konzeptalbum Missa Universalis von 1978 hervorragt. Dabei handelt es sich um die musikalische Umsetzung eines Hochamtes (Feier der Heiligen Messe), das alle vorgeschriebenen Einheitstexte in lateinischer, deutscher, englischer und französischer Sprache umfasst. Die Kompositionen ähneln den Werken von Anton Bruckner; musikalisch kommen alle Elemente der Rockmusik und der elektronischen Musik zum Einsatz. Die Uraufführung dieses Werkes erfolgte auf dem Brucknerfest der Stadt Linz und rief ein überwältigendes, positives Medienecho hervor.
Zwischen 1982 und 1986 war von der Gruppe nichts zu hören, gleichwohl produzierten Bognermayr und Zuschrader unter dem Namen Bognermayr/Zuschrader auf dem bereits 1980 von Bognermayr gegründeten New-Age-Label Erdenklang sowie weitere Alben mit teils ebenfalls christlichen Inhalten. 1987 erschienen unter dem Namen Eela Craig dann drei Singles, die eher der zeitgemäßen Popmusik zuzuordnen sind. Im Jahr 1988 erschien das bislang letzte Album Hit or Miss.
Am 17. November 1995 traf sich die Gruppe zu einem einmaligen Liveauftritt in Linz. Gleichzeitig veröffentlichte Hubert Bognermayr eine Zusammenstellung unter dem Titel Symphonic Rock.
Zum 50-jährigen Gründungsjubiläum haben noch aktive Gründungsmitglieder am 5. März 2020 zusammen mit dem Brucknerorchester „Missa Universalis“ wiederum im Brucknerhaus aufgeführt.

## Diskographie

### Singles
- 1974: Stories / Cheese
- 1978: A Spaceman Came Travelling / Heaven Sales
- 1980: We Found Daddy Hangin' on the Xmastree
- 1981: Mo-bike Jive / Carry on
- 1987: Linz / Fühl mich so...
- 1987: Il Tempo... / Lovers in Love
- 1987: Weihnachtszeit / (Instrumental)
- 1988: Lord’s Prayer / Vaterunser

### Alben
- 1971: Eela Craig
- 1976: One Niter
- 1977: Hats of Glass
- 1978: Missa Universalis
- 1980: Virgin Oiland
- 1982: Erdenklang
- 1988: Hit or Miss
- 1995: Symphonic Rock
- 1995: Missa Universalis
- 1997: Eela Craig
- 2017: Virgin Oiland